# Frank Schaffer
Pour les articles homonymes, voir Schaffer.
Frank Schaffer, né le 23 octobre 1958 à Eisenhüttenstadt (Brandebourg), est un athlète est-allemand qui a été médaillé olympique.
Schaffer a été un bon coureur sur 400 m et a remporté aux Jeux olympiques d'été de 1980 à Moscou deux médailles pour la République démocratique allemande : le bronze sur 400 m et l'argent en relais 4 × 400 m avec ses compatriotes Klaus Thiele, Andreas Knebel et Volker Beck.

## Palmarès

### Jeux olympiques d'été
- Jeux olympiques d'été de 1980 à Moscou ( Union soviétique)
  -  Médaille de bronze sur 400 m
  -  Médaille d'argent en relais 4 × 400 m

### Championnats d'Europe d'athlétisme
- Championnats d'Europe d'athlétisme 1978 à Prague ( Tchécoslovaquie)
  - éliminé en séries sur 400 m